# Serpentinit
Serpentinit je  sivozelena lisasta do črna metamorfna kamnina iz serpentina in piroksenov, nastala iz ultramafičnih magmatskih kamnin.
Kamnino sestavljajo eden ali več mineralov iz skupine serpentinov. Ime izvira iz podobnosti teksture kamnine s kačjo kožo (iz latinskega serpens, kača). Minerali iz te skupine so nastali s serpentinizacijo, hidratacijo in metamorfno transformacijo ultramafičnih kamnin iz Zemljinega plašča. Proces je še posebej pomemben na morskem dnu na robovih tektonskih plošč.

## Tvorba in petrologija
Serpentinizacija je geološki nizkotemperaturni metamorfni proces, v katerega sta vključena toplota in voda. V procesu se mafične in ultramafične kamine  z majhno vsebnostjo kremena oksidirajo in z vodo hidrolizirajo v serpentinit. Anaerobna oksidacija Fe2+ s protoni vode  povzroči nastajanje vodika.  Peridotit, vključno z dunitom, se v bližini morskega dna in v visokogorju pretvarja v serpentin, brucit, magnetit in druge minerale, tudi redke, na primer avaruit (Ni3Fe), in celo v samorodno železo. V procesu kamnine  absorbirajo velike količine vode, kar poveča njihovo prostornino, zmanjša gostoto in poruši njihovo prvotno zgradbo.
Gostota se zmanjša s 3,3 na 2,7 g/cm3, kar poveča prostornino za 30-40%. Reakcija je zelo eksotermna. Temperatura kamnin se lahko poveča do približno 260 °C. Kamnine postanejo vir toplote za nastanek nevulkanskih hidrotermalnih dimnikov. V kemijskih reakcijah, v katerih nastaja magnetit, nastaja v anaerobnih  pogojih, kakršni prevladujejo globoko v Zemljinem plašču, tudi vodik. Karbonati in sulfati se z njim reducirajo, pri čemer nastajata metan in vodikov sulfid. Vodik, metan in vodikov sulfid so viri energije za globokomorske kemotrofne mikroorganizme.

### Serpentinitske reakcije
Serpentinit nastaja iz olivina v več reakcijah, od katerih so nekatere komplementarne. Olivin je trdna raztopina med magnezijevim končnim članom forsteritom in železovim končnim članom fajalitom. V serpentinitskih reakcijah 1a in 1b pride do izmenjave kremena med forsteritom in fajalitom, pri čemer nastaja serpentinska skupina mineralov in magnetit. Obe reakciji sta zelo eksotermni.

| + → + | \| \| \| \| \| \| \| \| | (Reakcija 1a) |
|       |                         |               |
|       |                         |               |

| + → | \| \| \| \| \| \| \| \| | (Reakcija 1b) |
|     |                         |               |
|     |                         |               |

| + → + | \| \| \| \| \| \| \| \| | (Reakcija 1c) |
|       |                         |               |
|       |                         |               |
Reakcija 1c prikazuje hidratacijo olivina, s katero nastajata serpentin in Mg(OH)2 (brucit). Serpentin je stabilen pri visokih pH  v prisotnosti brucita kot je na primer stabilen kalcijev silikat hidrat (C-S-H faza), ki nastane skupaj s portlanditom v strjeni pasti portlandskega cementa po hidrataciji belita (Ca2SiO4), umetnega kalcijevega ekvivalenta forsterita.

| + → + | \| \| \| \| \| \| \| \| | (Reakcija 1d) |
|       |                         |               |
|       |                         |               |
Reakcija 1d je analogna reakciji 1c, samo da je vanjo namesto forsterita (Mg2SiO4) vključen belit (Ca2SiO4) in poteka med strjevanjem portlandskega cementa.
V reakcijah nastajajo slabo topni produkti (ortosilicijeva kislina, magnezijevi ioni),  ki se z difuzijo ali advekcijo (kroženjem vode) izlužijo iz serpentinizirane cone.
Podoben niz reakcij vključuje piroksensko skupino mineralov, čeprav so manj reaktivni. Reakcije so bolj zapletene zaradi dodatnih končnih produktov, ki so posledica bolj širokih sestav piroksena in zmesi piroksen-olivin. Možna produkta sta lojevec in magnezijev klorit skupaj s serpentinskimi minerali  antigorit (listasta oblika rombičnega serpentina), lizardit (psevdomorfoza serpentina po enstatitu) in krizotil (vlaknati monoklinski serpentin). Končna mineralogije je odvisna od sestave kamnine  in tekočine, temperature in tlaka. Antigorit nastaja z metamorfizmom pri temperaturah, ki lahko presežejo  600 °C. Je  temperaturno najbolj obstojen mineral iz serpentinske skupine mineralov. Lizardit in krizotil lahko nastajata pri nizkih temperaturah zelo blizu Zemljine površine. Tekočine, vključene v nastajanja serpentina, so običajno zelo reaktivne in lahko prenašajo kalcij in druge elemente iz okoliških kamnin. Reakcije tekočine s temi kamninami lahko tvorijo metasomatske reakcijske cone, obogatene s kalcijem. Imenujejo se rodingiti. 
V prisotnosti ogljikovega dioksida lahko s serpentinizacijo nastaneta magnezit (MgCO3) ali metan (CH4).  Domneva se, da lahko pri serpentinizaciji v oceanski skorji nastane tudi nekaj plinastih ogljikovodikov.

| + → + | \| \| \| \| \| \| \| \| | (Reakcija 2a) |
|       |                         |               |
|       |                         |               |
ali v uravnoteženi obliki:

| 18 Mg2SiO4 + 6 Fe2SiO4 + 26 H2O + CO2 → 12 Mg3Si2O5(OH)4 + 4 Fe3O4 + CH4 | \| \| \| \| \| \| \| \| | (Reakcija 2a') |
|                                                                          |                         |                |
|                                                                          |                         |                |

| + → + | \| \| \| \| \| \| \| \| | (Reakcija 2b) |
|       |                         |               |
|       |                         |               |
Reakcija 2a prevladuje v serpentinitih, siromašnih z magnezijem, ali če ni dovolj ogljikovega dioksida za tvorbo lojevca. Reakcija 2b prevladuje v okoljih, bogatih z magnezijem, in pri nizkih parcialnih tlakih ogljikovega dioksida.
Stopnja, do katere v ultramafičnih kamninah poteče serpentinizacija, je odvisna od začetne sestave kamnine in prisotnosti/odsotnosti tekočin, ki iz procesov odnašajo kalcij, magnezij in druge elemente. Če je v olivinu dovolj fajalita, lahko olivin v zaprtih sistemih z vodo popolnoma metamorfira v serpentin in magnetit. V večini ultramafičnih kamnin, nastalih v Zemljinem plašču, je v olivinu približno 90% forsteritnega končnega člana, zato se takšen olivin v celoti pretvori v serpentin, če se le magnezij izloči iz reakcijske mase.  
Serpentinizacija peridotitne mase običajno uniči vse prejšnje teksture, ker so serpentinski minerali mehansko neodporni  in prilagodljivi.  Nekatere mase serpentinita se kljub temu manj deformirajo, kar kažejo teksture, ki so jih nasledile od peridotita. Takšni serpentiniti se obnašajo kot toge tvorbe.

### Tvorba vodika pri anaerobni oksidaciji fajalitovih železovih ionov
V reakciji sodelujejo tri molekule fajalita (Fe2(SiO4)) s skupaj šestimi ioni  Fe2+. Štirje ioni oksidirajo v Fe3+, dva pa ostaneta v prvotnem stanju. Če se zanemari ortosilikatne anione, ki ne sodelujejo v redoks reakciji, bi se reakcijo morda lahko zapisalo v naslednji obliki:

| 4 Fe2+ + 2 H2O → 4 Fe3+ + 2 O2− + 2 H2 | \| \| \| \| \| \| \| \| | (Reakcija 3a) |
|                                        |                         |               |
|                                        |                         |               |
Reakcija je zanimiva, ker se v njej sprošča plinast vodik.
Dva neoksidirana Fe2+ iona se nazadnje vežeta s feri kationi  Fe3+ in anioni O2- v magnetit (Fe3O4).
Ker se morajo vzporedno s temi procesi ortosilikatni anioni pretvoriti v kremen (SiO2) in prosto kisikova anione (O2−), je skupno reakcijo anaerobne oksidacije in hidrolize fajalita  mogoče zapisati z naslednjo masno bilanco:

| + → + | \| \| \| \| \| \| \| \| | (Reakcija 3b) |
|       |                         |               |
|       |                         |               |
Reakcija spominja na Schikorrjevo reakcijo pri anaerobni oksidaciji fero hidroksida s stiku z vodo:

| → + + | \| \| \| \| \| \| \| \| | (Reakcija 3c) |
|       |                         |               |
|       |                         |               |

### Abiotska tvorba metana na Marsu s serpentinizacijo
Sledovi metana v Marsovi atmosferi bi ob predpostavki, da je produkt bakterij, lahko služili kot morebitni dokaz za obstoj življenja na Marsu. Alternativni nebiološki vir metana bi lahko bila serpentinizacija.

### Serpentinizacija na Enkeladu
Podatki z vesoljske sonde Cassini-Huygens, pridobljeni v letih 2010-2012, morda potrjujejo hipotezo, da je na Saturnovi luni Enkelad pod zamrnjeno površino ocean tekoče vode. Model kaže, da je voda alkalna (pH 11-12).  Visok pH se interpretira kot ključna posledica serpentinizacije hondritske kamnine, v kateri se sprošča vodik. Proces je geotermalen vir energije, ki bi lahko podprl tako abiotsko kot biološko sintezo organskih molekul.

## Vpliv na poljedelstvo
Plast zemlje nad serpentinitsko podlago je običajno tanka ali je sploh ni. Zemlja, ki vsebuje serpentinit, je siromašna s kalcijem in drugimi glavnimi hranivi za rastline, in bogata z elementi, strupenimi za rastline, kot sta krom in nikelj

## Raba

### Okrasni kamen v arhitekturi
Serpentiniti z visoko vsebnostjo kalcita so se ob verd antique (brečasta oblika serpentinita) v preteklosti  zaradi marmorju podobne kakovosti uporabljali kot okrasni kamen. V Evropi so bili pred odkritjem Amerike glavni viri serpentinita v goratih predelih Piemonta, Italija, in v okolici Larise, Grčija.

### Inuitsko orodje, oljenke in skulpture
Inuiti, ljudstvo iz arktičnega dela Evrope in Severne Amerike, uporabljajo za razsvetljavo in kuhanje  skledaste oljenke s stenjem, izdelane iz serpentinita, imenovane kulik ali kudlik. Iz serpentinita so izdelovali tudi orodje in skulpture živali za prodajo.

### Švicarski podstavki za peči
Škriljevec iz Val d’Anniviers, Švica, različek kloritnega lojevca, ki je spremljal alpski serpentinit, so domačini rezljali in uporabljali za podstavke  (nemško Ofenstein) litoželeznih peči.

### Nevtronski ščit v jedrskih reaktorjih
Serpentinit vsebuje obilo vode, torej tudi veliko vodikovih ionov, sposobnih upočasniti nevtrone z elastično kolizijo (termalizacija nevtronov). Serpentinit se zato lahko uporabi kot suhi filter znotraj jeklenih plaščev nekaterih izvedb jedrskih reaktorjev. V reaktorjih RBMK se uporablja kot zgornji radiacijski ščit, ki ščiti operaterja pred pobeglimi nevtroni. Serpentinit se lahko dodaja tudi posebnemu betonu za oklepe  jedrskih reaktorjev, ker poveča gostoto betona (2,6 g/cm3) in njegovo sposobnost absorbiranja nevtronov.

## Galerija
- Serpentinit iz doline Maurienne, Savoja, francoske Alpe
- Vzorec serpentinita iz Golden Gate National Recreation Area,  Kalifornija, ZDA
- Kromitni serpentinit (dolžina 7,9 cm), Štajerska, Avstrija
- Naguban serpentinit (velikost 30 cm × 20 cm), avstrijske Alpe
- Progast serpentinit iz severnih Karpatov
- Opuščen rudnik serpentinita Ciampono v Val di Gressoney, Italija
- Temno rdeč serpentinit iz Brazilije
- Baročna fontana iz podalpskega serpentinita: Stockalperjeva palača, Brig, Švica
- Prižiganje kudlika, Nunavut, 1999
- Mrož iz magnetitnega serpentinita